# Themiscyra
Themiscyra, ook vaak gespeld als Themiskyra, (Grieks: Θεμίσκυρα) was een Oud-Griekse stad op het gelijknamige plateau aan de oevers van de rivier de Thermodon. De oude Griekse plaats lag op zo'n 50 kilometer van het huidige Samsun. De stad werd gezien als de legendarische hoofdstad van de Amazonen. De stad doorstond een lang beleg tijdens de Derde Mithridatische Oorlog en een kleine honderd jaar later was de stad verlaten. Onder diverse historici wordt echter getwijfeld of deze plaats daadwerkelijk de hoofdstad van de Amazonen was en zien in het naburige Terme een goed alternatief.